# Otto Freytag-Besser
Otto Freytag-Besser (Gotha, 1871 - 1917) fou un cantant de concert alemany. Des de 1871 es dedicà al cant, primer amb Josef Hauer i després el 1895 a Berlín amb Eugene Hildach. Cantà amb gran èxit a Berlín, Basilea, Dresden, Leipzig i a Anglaterra. Des de 1899 fou professor de cant en el Reial Conservatori de Stuttgart.